# Cotswold (district)
Cotswold is een Engels district in het shire-graafschap (non-metropolitan county OF county) Gloucestershire en telt 80.376 inwoners. De oppervlakte bedraagt 1165 km². Het district ontstond bij een bestuurlijke herindeling op 1 april 1974.
De voornaamste stad is Cirencester, waar ook de bron van de Theems ligt. De streek maakt deel uit van en is genoemd naar de Cotswolds, een grote heuvelrug die zes graafschappen bestrijkt en van Worcestershire tot in Oxfordshire loopt.
Van de bevolking is 20,0% ouder dan 65 jaar. De werkloosheid bedraagt 1,7% van de beroepsbevolking (cijfers volkstelling 2001).

## Civil parishesin district Cotswold
Adlestrop, Aldsworth, Ampney Crucis, Ampney St. Mary, Ampney St. Peter, Andoversford, Ashley, Aston Subedge, Avening, Bagendon, Barnsley, Barrington, Batsford, Baunton, Beverston, Bibury, Bledington, Blockley, Bourton-on-the-Hill, Bourton-on-the-Water, Boxwell with Leighterton, Brimpsfield, Broadwell, Chedworth, Cherington, Chipping Campden, Cirencester, Clapton, Coates, Coberley, Cold Aston, Colesbourne, Coln St. Aldwyns, Coln St. Dennis, Compton Abdale, Condicote, Cowley, Cutsdean, Daglingworth, Didmarton, Donnington, Dowdeswell, Down Ampney, Driffield, Duntisbourne Abbots, Duntisbourne Rouse, Eastleach, Ebrington, Edgeworth, Elkstone, Evenlode, Fairford, Farmington, Great Rissington, Guiting Power, Hampnett, Hatherop, Hazleton, Icomb, Kemble, Kempsford, Kingscote, Lechlade, Little Rissington, Long Newnton, Longborough, Lower Slaughter, Maiseyhampton, Maugersbury, Mickleton, Moreton-in-Marsh, Naunton, North Cerney, Northleach with Eastington, Notgrove, Oddington, Ozleworth, Poole Keynes, Poulton, Preston, Quenington, Rendcomb, Rodmarton, Saintbury, Sapperton, Sevenhampton, Sezincote, Sherborne, Shipton, Shipton Moyne, Siddington, Somerford Keynes, South Cerney, Southrop, Stow-on-the-Wold, Swell, Syde, Temple Guiting, Tetbury, Tetbury Upton, Todenham, Turkdean, Upper Rissington, Upper Slaughter, Westcote, Weston Subedge, Westonbirt with Lasborough, Whittington, Wick Rissington, Willersey, Windrush, Winson, Winstone, Withington, Yanworth.